# Henry County (Ohio)
Henry County ist ein County im Bundesstaat Ohio der Vereinigten Staaten. Der Verwaltungssitz (County Seat) ist Napoleon.

## Geographie
Das County liegt fast im äußersten Nordwesten von Ohio, ist im Norden etwa 30 km von der Grenze zu Michigan entfernt und hat eine Fläche von 1088 Quadratkilometern, wovon neun Quadratkilometer Wasserfläche sind. Es grenzt im Uhrzeigersinn an folgende Countys: Fulton County, Lucas County, Wood County, Putnam County, Defiance County, Williams County und Hancock County.

## Geschichte
Henry County wurde am 12. Februar 1820 aus Teilen des Shelby County gebildet und im Jahr 1834 abschließend organisiert. Benannt wurde es nach Patrick Henry, erster und sechster Gouverneur von Virginia und bedeutende Person im Amerikanischen Unabhängigkeitskrieg.
Vier Bauwerke des Countys sind im National Register of Historic Places eingetragen (Stand 24. April 2018).

## Demografische Daten

Alterspyramide des Henry County

Nach der Volkszählung im Jahr 2000 lebten im Henry County 29.210 Menschen in 10.935 Haushalten und 7.960 Familien. Die Bevölkerungsdichte betrug 27 Einwohner pro Quadratkilometer. Ethnisch betrachtet setzte sich die Bevölkerung zusammen aus 95,33 Prozent Weißen, 0,58 Prozent Afroamerikanern, 0,26 Prozent amerikanischen Ureinwohnern, 0,42 Prozent Asiaten und 2,56 Prozent aus anderen ethnischen Gruppen; 0,85 Prozent stammten von zwei oder mehr Ethnien ab. 5,40 Prozent der Bevölkerung waren spanischer oder lateinamerikanischer Abstammung.
Von den 10.935 Haushalten hatten 35,2 Prozent Kinder und Jugendliche unter 18 Jahre, die bei ihnen lebten. 61,1 Prozent waren verheiratete, zusammenlebende Paare, 8,1 Prozent waren allein erziehende Mütter, 27,2 Prozent waren keine Familien, 23,5 Prozent waren Singlehaushalte und in 10,4 Prozent lebten Menschen im Alter von 65 Jahren oder darüber. Die Durchschnittshaushaltsgröße betrug 2,62 und die durchschnittliche Familiengröße lag bei 3,10 Personen.
Auf das gesamte County bezogen setzte sich die Bevölkerung zusammen aus 27,6 Prozent Einwohnern unter 18 Jahren, 8,2 Prozent zwischen 18 und 24 Jahren, 28,1 Prozent zwischen 25 und 44 Jahren, 22,1 Prozent zwischen 45 und 64 Jahren und 14,0 Prozent waren 65 Jahre alt oder darüber. Das Durchschnittsalter betrug 36 Jahre. Auf 100 weibliche Personen kamen 97,6 männliche Personen. Auf 100 Frauen im Alter von 18 Jahren oder darüber kamen statistisch 93,6 Männer.
Das jährliche Durchschnittseinkommen eines Haushalts betrug 42.657 USD, das Durchschnittseinkommen der Familien betrug 49.881 USD. Männer hatten ein Durchschnittseinkommen von 35.901 USD, Frauen 24.076 USD. Das Prokopfeinkommen betrug 18.667 USD. 5,3 Prozent der Familien und 7,0 Prozent der Bevölkerung lebten unterhalb der Armutsgrenze. Davon waren 9,9 Prozent Kinder oder Jugendliche unter 18 Jahre und 4,2 Prozent waren Menschen über 65 Jahre.

## Orte im Henry County

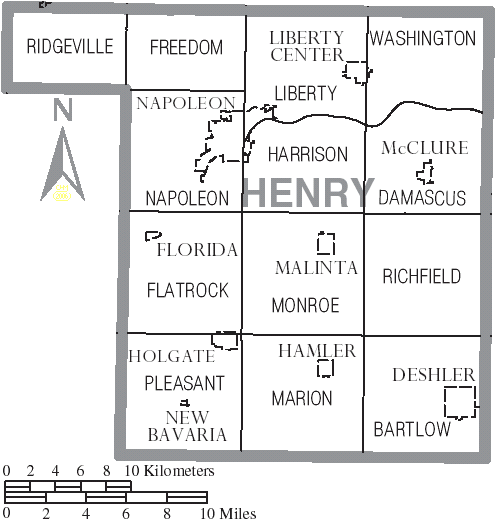
Karte von Henry County, Ohio mit Kommunen und Gemeinden

### Städte
- Napoleon

### Dörfer
| - Deshler - Florida - Hamler - Holgate | - Liberty Center - Malinta - McClure - New Bavaria |

### Gemeinden
| - Bartlow - Damascus - Flatrock - Freedom - Harrison - Liberty - Marion | - Monroe - Napoleon - Pleasant - Richfield - Ridgeville - Washington |

### Zusammengeschlossene Gebiete
| - Colton - Elery - Gallup - Gerald - Grelton - Okolona | - Pleasant Bend - Ridgeville Corners - Shunk - Standley - Texas - Westhope |